# Gambellara classico
Il Gambellara classico è un vino DOC la cui produzione è consentita nella provincia di Vicenza.

## Caratteristiche organolettiche
- colore: da paglierino a dorato chiaro.
- odore: leggermente vinoso, con profumo accentuato, caratteristico.
- sapore: asciutto talv. abboccato, delicat. amarognolo, di medio corpo e giusta acidità, armonico, vellutato

## Produzione
Provincia, stagione, volume in ettolitri
- Vicenza  (1993/94)  3708,63
- Vicenza  (1994/95)  3748,53
- Vicenza  (1995/96)  5874,71
- Vicenza  (1996/97)  7654,53